# نقص البيوتينيداز
نقص البيوتينيداز هو مرضٌ وراثيٌ نادر، يصيب المواليد الجدد، حيث يصاب به مولود واحد فقط من أصل كل ستين ألف مولود. ويمكن الكشف عن هذا المرض من خلال إجراء اختبار دموي بعد الولادة مباشرة. وإذا كان لدى المريض نقص البيوتينيداز وتمت معالجته قبل ظهور الأعراض، فمن المرجح ألا تظهر لديه أية مشاكل فيما بعد. ان الإصابة بهذا المرض يجعل جسم المريض غير قادر على التعامل مع فيتامين البيوتين بشكل طبيعي. حيث يساعد البيوتين الجسم على التخلص من الدهون والكربوهيدرات والبروتين.

## لمحة
البيوتينيداز يعتبر إنزيم هام في الجسم؛ والإنزيماتُ هي بروتينات خاصَّة يصنعها الجسم لكي تَحفِّز حدوث التفاعلات الكيميائيَّة. والإنزيم الذي يعمل بصورة سليمة يكون «فعَّالاً» أو «ذا فعَّالية».
يقوم البيوتينيداز بفصل فيتامين البيوتين عن البروتين المرتبط به، بحيث يصبح البيوتين فعَّالاً. وبعد أن ينفصل البيوتين عن البروتين، يُصبح اسمه البيوتين الحر. ولكنَّ الأشخاص المصابين بنقص البيوتينيداز لا يكون البيوتينيداز فعَّالاً لديهم. وهكذا، فإنَّ البيوتين يبقى مرتبطاً بالبروتين، ولا يتمكَّن من العمل بصورة صحيحة في الجسم.
يحتاج الجسمُ إلى البيوتين للتخلُّص من الدهون والكربوهيدرات والبروتين. لكنَّ البيوتين الذي نحصل عليه عبر الطعام يكون مرتبطاً بالبروتين بحيث لا يستطيع الجسمُ أن يستعمله. وعندما يكون نشاط البيوتينيداز غير كافٍ، فإنَّ البيوتين لا يتحرَّر من البروتين المرتبط به، وهذا ما يؤدِّي إلى ظهور مُنتجات ثانوية ضارَّة، تتراكم في الجسم.
عندما يكون نشاطُ البيوتينيداز غير كافٍ، تصبح حاجةُ الجسم إلى البيوتين الحرِّ أكثر من المقدار الذي يحصل عليه من خلال الوجبات العادية. وحينما لا يتوفَّر ذلك، تحدث مشاكل صحِّية عادة.
يمكن أن يكونَ نقص البيوتينيداز شديداً أو جزئياً. وتكون فعَّالية أو نشاط البيوتينيداز عند المريض أقلَّ من عشرة بالمائة عادة. وفي بعض الأحيان، لا يكون لديه أيَّة فعَّالية على الإطلاق. ولكن، عندما تكون الفعَّالية أقلَّ من عشرة بالمائة، يُعدُّ نقصُ البيوتينيداز شديداً. وعندما تتراوح الفعَّالية ما بين عشرة إلى ثلاثين بالمائة، يُعدُّ نقص البيوتينيداز جزئياً.
يُعالج نقصُ البيوتينيداز عن طريق تعويض البيوتين الحرِّ غير المرتبط بالبروتين، بحيث يمكن للجسم أن يستخدمه.

## الأعراض
تظهر الأعراض ما بين الشهرين الثالث والسادس من العمر عادة، ولكن يمكن أن تظهر باكرا بعمر أسبوع واحد، أو يتأخر ظهورها حتى يصبح عمر الطفل سنة واحدة.
تختلف الأعراض وخاصة إذا كانت مبكرة لنقص البيوتينيداز فهي تشمل:
• نوبات الصرع.
• ضعف المقوية العضلية.
• مشاكل تنفسية.
• تساقط الشعر.
• احمرار العينين.
• العمى.
2- أما عن الأعراض التي تحدث خلال تطور المرض أو تأخر كشفه وعلاجه فهي:
• ضعف في التناسق بين العضلات.
• ضرر للدماغ والجلد والأذن الداخلية والعينين والجهاز المناعي.

## الأسباب
السبب المباشر هو ضعف أو عيب في نشاط البوتنيداز، أي عندما يكون نشاط البيوتينيداز غير كاف، تصبح حاجة الجسم إلى البيوتين الحر أكثر من المقدار الذي يحصل عليه من خلال الوجبات العادية. وحينما لا يتوفر ذلك، تحدث الأعراض والمشاكل صحية المرتبطة. حيث يحتاج الجسم إلى البيوتين للتخلص من الدهون والكربوهيدرات والبروتين. لكن البيوتين الذي نحصل عليه عبر الطعام يكون مرتبطا بالبروتين بحيث لا يستطيع الجسم أن يستعمله. وعندما يكون نشاط البيوتينيداز غير كاف، فإن البيوتين لا يتحرر من البروتين المرتبط به، وهذا ما يؤدي إلى ظهور منتجات ثانوية ضارة، تتراكم في الجسم.

### الأسباب الوراثية
نقصُ البيوتينيداز مرضٌ وراثي، أي أنَّه ينتقل من الآباء إلى الأبناء عن طريق الوراثة.
توجِّه الجينات الجسم لإنتاج مواد معيَّنة. ويوجد لدى كل شخص آلاف الجينات. وهذه الجينات هي ما يمنح الشخص شكلَه ومواصفاته؛ وهي تتحكَّم بصحَّتنا إلى حدٍّ كبير أيضاً.
لدى كلِّ شخص 23 زوجاً من الكروموسومات؛ وتكون الجينات المسؤولة عن تكوين بروتينات الجسم موجودةً على هذه الكروموسومات. توجد مورِّثة أو جين نقص البيوتينيداز على الكروموسوم الثالث؛ وهو الجين المسؤول عن تصنيع إنزيم البيوتينيداز.
إمَّا أن يعمل جين البيوتينيداز بصورة سليمة، أو أن يكون غير فعَّالة. ونرمز للجين الذي يعمل بشكل سليم بحرف (N)، أي طبيعي، كما نرمز للجين غير الفعَّال بحرف (d)، أي ناقص أو غير فعال.
يوجد لدى كلِّ شخص جينان أساسيان مسؤولان عن تصنيع البيوتينيداز: واحد من الأب وأخر من الأم؛ فإذا كان الجينان غير فعَّالين، يكون الطفل مُصاباً بنقص البيوتينيداز.
يوجد لدى كلِّ شخص جينان أساسيان مسؤولان عن تصنيع البيوتينيداز: واحد من الأب وأخر من الأم؛ فإذا كان الجينان غير فعَّالين، يكون الطفل مُصاباً بنقص البيوتينيداز.
تكون الجين N أقوى من الجين d. ولذلك، إذا كان لدى الشخص مورِّثة واحدة N ومورثة واحدة d، فهو لا يعاني من نقص البيوتينيداز.
الشخصُ الذي لديه مورِّثتان NN لا يكون لديه نقص البيوتينيداز على الإطلاق.
أمَّا الشخصُ الذي لديه مورِّثتان Nd، فلا يكون لديه نقص البيوتينيداز أيضاً، ولكنَّه يكون حاملاً لهذا المرض في مورِّثاته، أي أنه يمكن أن ينقله إلى أبنائه.
وأمَّا الشخصُ الذي لديه مورِّثتان dd، فإنَّه يكون مُصاباً بنقص البيوتينيداز.

عندما يُرزق زوجان بطفل، فإنَّ كلاً منهما يمنحه واحدة من مورِّثتي البيوتينيداز. ويكون انتقالُ المورثة إلى الطفل عشوائياً.
إذا كان كلا الوالدين يحمل مورِّثات N سليمة، فلن يُصاب الطفل أبداً بنقص البيوتينيداز، حيث ستكون مورِّثتا الطفل NN.
إذا كان كلا الوالدين يحمل مورِّثات dd مُصابة، وهذا نادر الحدوث، فإنَّ الطفل سيكون مصاباً حتماً بنقص البيوتينيداز. وستكون مورِّثتاه هما dd حتماً.
إذا كان أحد الوالدين NN والآخر Nd، فإنَّ فرصة أن تكون مورِّثتا الطفل Nd هي 50٪ وأن تكون NN 50٪، ولا يمكن أن تكون dd. وبما أنَّ من لديه المورِّثتان Nd هو حامل للمرض، فإنَّ الطفل لن يكون أبداً مُصاباً بنقص البيوتينيداز، لأنَّه لا يظهر إلاَّ إذا كانت مورِّثتا الطفل dd. سوف يعطي الوالد الذي لديه مورِّثتان NN ابنَه المورِّثة N دائماً.
إذا كانت مورِّثتا كلِّ والد Nd، فإنَّ احتمال أن يكون الطفل مُصاباً بنقص البيوتينيداز هو 25٪. أمَّا احتمال أن يكون حاملاً للمرض، أي (Nd)، فهو 50٪.
من المهمِّ أن نتذكَّر بأنَّ هذه النسب تبقى نفسها في كلِّ مرَّة ينجب هذان الوالدان فيها طفلاً. وبكلمة أخرى، تكون نسبة إصابة الطفل الأوَّل بنقص البيوتينيداز هي 25٪، وهذه النسبة تبقى نفسها مع كلِّ المواليد الآخرين.
إذا كان هناك مريض مُصاب بنقص البيوتينيداز ضمن الأسرة، فيجب اختبار جميع الأطفال للتحرِّي عن هذا المرض حتَّى إذا لم يكن لديهم أيَّة أعراض. وهذا الاختبار يكشف عن الأطفال الذين لديهم مرضٌ خفيف أو الذين لم تظهر لديهم الأعراض بعد. وبعد ذلك، يُمكن البدء بالمعالجة بالبيوتين.

## العلاج
في البداية يتم تشخيص المرض عن طريق اختبارات التحري عند المواليد الجدد، فيتم وخز كعب قدم الطفل لأخذ عينة من الدم. وهذا ما يجري قبل مغادرة مستشفى التوليد، ثم يرسل إلى المختبر للدراسة. والعلاج يكون بدعم المريض بالبيوتين. لأنه لا يمكن أن يعتمد مرضى نقص البيوتينيداز على البيوتين الذي يأتيهم بشكل طبيعي عبر الطعام؛ فهم في حاجة دائمة إلى تناول مستحضرات البيوتين الحر.وتتراوح الجرعة التي ينصح بها من البيوتين الحر بين خمسة إلى عشرين ميليغرام في اليوم، تؤخذ عن طريق الفم، وهي توفر للجسم ما يحتاج إليه من البيوتين الحر. وهذا المقدار من الجرعة هو أعلى من الحصة الغذائية المطلوبة بعشر مرات أو بعشرين مرة.

## المضاعفات
إذا لم يتمَّ تعويضُ البيوتين الحر بالمكمِّلات، فإنَّ الأطفال الذين يعانون من نقص البيوتينيداز يُمكن أن تظهر لديهم أعراض متفاوتة في شدَّتها. وكلما كان النقص أشد، أصبحت الأعراضُ أكثر شدَّة.
يظهر ضَعف في تناسق حركة العضلات وتأخُّر في النموِّ في مرحلة لاحقة عادة. كما يتأثَّر الجهاز المناعي، فتصبح إصابة المريض بالعدوى الفطرية أو الجرثومية أكثر سهولة. كما تتراكم موادُّ غير طبيعية في البول غالباً. ويُمكن أن يظهر لدى المريض نقصٌ في السمع ومشاكل عينيَّة مختلفة.
يُمكن أن يسبِّب نقص البيوتينيداز ضرراً في أعضاء هامَّة، مثل الدماغ والجلد والأذن الداخلية والعين. ويمكن أن تشكِّل هذه الأعراض خطراً على الحياة. وهذا ما يجعل بعض الأطفال المولودين حديثاً والأطفال في سنٍّ أكبر قليلاً يموتون بسبب هذا المرض.
يكون الطفل الذي يعاني من نقص البيوتينيداز الجزئي بصحَّة جيِّدة عادة. ولكن يمكن أن تظهر الأعراضُ عندما يضعف جسم الطفل بسبب إصابته بعدوى أو سوء تغذية.

## الخلاصة
نقصُ البيوتينيداز مرضٌ وراثي، ولكنَّه قابل للعلاج. وفي هذا المرض، لا يستطيع المريضُ الاستفادة من البيوتين الذي يتناوله في الطعام. وبالنسبة إلى الأبوين اللذين يحملان المرض في مورِّثاتهما، يكون أمامهما احتمال 25٪ لأن يأتيهما طفلٌ مُصاب بالمرض، وهذه النسبةُ تبقى ثابتة مع كلِّ طفل جديد.
يمكن تشخيصُ نقص البيوتينيداز من خلال الاختبارات التي تجري على الطفل المولود حديثاً قبل ظهور أعراض المرض لديه. وإذا لم يتمَّ الاختبار، فمن الممكن تشخيص المرض بعد ظهور الأعراض. ومن هذه الأعراض نوباتُ الصرع وتساقط الشعر والطفح الجلدي وتأخُّر النمو.
يُعالج نقصُ البيوتينيداز بأن يُعطى المريض البيوتين مدى الحياة، فهو علاج فعَّال في إيقاف أو تحسين معظم الأعراض.